# Carmen Magallón

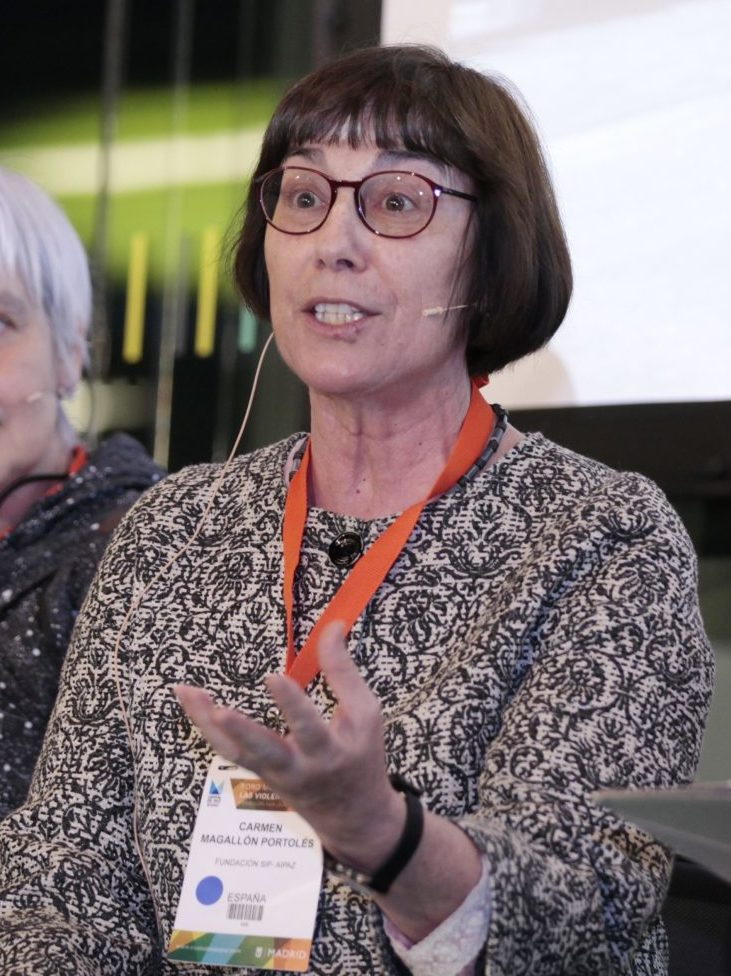
Carmen Magallón (2017).

Carmen Magallón Portoles (Alcañiz, Teruel, 28 de dezembro de 1951) é uma professora espanhola de Física e Química especializada na história das mulheres na ciência, na análise epistemológica do fazer científico e nas relações entre gênero, ciência e cultura de paz. 
Entre 2003 e 2018 foi diretora da Fundação do Seminário de Investigação para a Paz (Fundación SIP) e entre 2011 e 2018 foi presidente da WILPF Espanha (Liga internacional de Mulheres pela Paz e Liberdade). Em 2019 se tornou presidente de honra da WILPF España e presidente da Fundación SIP.

## Trajetória
É Doutora em Ciências Físicas pelo programa de História da ciência e Filosofia da ciência, da Universidade de Zaragoza; licenciada em Física pela Universidade de Zaragoza; diploma de Estudos Avançados (DEA) em Filosofia; pós-graduada em História da Ciência; tem um diploma em Psicologia da UNED e é professora de física e química do Instituto.
Foi Assessora técnica de formação de professores do Ministério da Educação e Ciência e professora associada na Universidade de Zaragoza, dando aulas de Física Geral e cursos de doutorado e de pós-graduação, sobre Gênero e ciência e Filosofia da ciência.
Desde 1984 é membro do Seminário de Investigação para a paz, organização em cujo patronato estão o Centro Pignatelli de Saragoça e o governo e as Cortes de Aragón que passou a dirigir no ano de 2003.
Em 1986, depois de uma viagem a Berlim (1983) para participar de um congresso por uma Europa desnuclearizada, teve contato com as iniciativas que estavam desenvolvendo as mulheres europeias e com outras pessoas de interesses similares. Assim, criam a revista En Pie de Paz, formando, ao lado de Teresa Agostinho, entre outras mulheres, de seu grupo editorial até 2001.
Em 1993, foi co-fundadora do Seminário Interdisciplinar de Estudos da Mulher (SIEM) da Universidade de Zaragoza e faz parte de um grupo de pesquisa na universidade sobre as relações entre gênero e ciência.
Em 1998 se tornou membro da Associação Espanhola de Investigação para a Paz (AIPAZ). Entre 2001 e 2013 foi vice-presidente da associação.
De 2006 a 2011 foi membro do Conselho Assessor sobre Mulher e Ciência do Departamento de Ciência, tecnologia e universidade do Governo de Aragón.
De 2008 a 2012 foi membro do Conselho Editorial do jornal Público
Como ativista pela paz, foi co-fundadora do grupo feminista, pacifista Mujeres de Negro em Zaragoza e pertence ao Coletivo pela Paz e o Desarmamento de Zaragoza e da War Resister's International.
Entre 2011 e 2018 presidiu a WILPF Brasil, seção da Liga internacional de Mulheres pela Paz e Liberdade (Women's International League for Peace and Freedom)
Desde 2019 é presidente da Fundación Seminario de Investigación para la Paz.

## Distinções
No ano 2000 recebeu o Prêmio Sabina de Plata, com o Club la Sabina.
Em 2013, recebeu a "Ordem da Paz Martin Luther King", através do Instituto de Investigação e Ação social Martin Luther King, da Universidade Politécnica da Nicarágua (UPOLI). O prêmio especifica ser "por sua relevante contribuição para o desenvolvimento dos direitos das mulheres, o pensamento feminista e a construção de uma cultura de paz no mundo".
Em 2020, recebeu o III Prêmio da Federación Aragonesa de Solidaridad a la trayectoria solidaria, por sua trajetória ligada ao pacifismo, feminismo e promoção da ciência.

## Publicações

### Livros
- (2012) Contar en el mundo. Una mirada sobre las Relaciones Internacionales desde las vidas de las mujeres, Madrid, Horas y horas.
- (2006) Mujeres en pie de paz. Pensamiento y prácticas. Madrid, Siglo XXI.
- (1998) Pioneras españolas en las ciencias. Las mujeres del Instituto Nacional de Física y Química, Madrid, CSIC (reimpresión en 2004).[12]

Com outras autoras: 
- (2008) Consuelo Miqueo, María José Barral y Carmen Magallón (eds.) Estudios iberoamericanos de género en ciencia, tecnología y salud. Genciber, Zaragoza, Prensas Universitarias de Zaragoza.
- (1999)  M.J. Barral; C. Magallón; C. Miqueo y D. Sánchez (eds.) Interacciones ciencia y género: discursos y prácticas científicas de mujeres, Barcelona, Icaria-Antrazyt.

### Capítulos em coletivos
- Pioneras españolas en las ciencias. Las mujeres del Instituto Nacional de Física y Química, 1998.
- “Científicas en la Sección de Rayos X del Rockefeller”. En: Francisco González de Posada et.al. (eds.) Actas del III Simposio “Ciencia y Técnica en España de 1898 a 1945: Cabrera, Cajal, Torres Quevedo (2001)”. Madrid, Amigos de la Cultura Científica, 2004.
- “Las mujeres en la construcción de la paz: la otra mitad del cielo gana terreno”. En: IECAH (ed.) Experiencias y visiones para un mundo diferente, 2004.
- “Realidade, conflito e poder”. En: Filosofía e Cidadanía, comunicación a la XXI Semana Galega de Filosofía, Aula Castelao, Pontevedra, 12-16 de abril de 2004.
- “Más igualdad y otros modelos de varón, para erradicar la violencia de género”. En: Francisco A. Muñoz, Beatriz Molina Rueda y Francisco Jiménez Bautista (eds.) Actas del I Congreso Hispanoamericano de Educación y Cultura de Paz, 2003.
- “Compartir el cuidado, compartir la autoridad: hacia una cultura del respeto entre hombres y mujeres”. En: Fundación Seminario de Investigación para la Paz (ed.) Pacificar violencias cotidianas, 2003.
- “Mujeres en las guerras, mujeres por la paz”. En: María Elósegui, Teresa González y Concha Agudo (eds.) El rostro de la violencia. Más allá del dolor de las mujeres, 2002.
- “Del pasado al futuro. Anotaciones feministas para una ciencia democrática”. En: Viky Frías Ruiz (ed.) Las mujeres ante la ciencia del siglo XXI, 2001.
- “El pensamiento maternal. Una epistemología feminista para una cultura de paz”. En: Francisco A. Muñoz (ed.) La paz imperfecta, 2001.
- “La contribución de las mujeres a las líneas de investigación del Instituto Nacional de Física y Química. Madrid, 1932-1936”. En: Eulalia Pérez Sedeño y Paloma Alcalá Cortijo (coord.) Ciencia y Género, 2001.
- “La vida en nuestras manos: el pacifismo, excelencia participativa”. En: Elena Grau y Pedro Ibarra (eds.) Participando en la red, 2001.
- “Ciencia, pensamiento y necesidades humanas: una reflexión desde la responsabilidad” en Seminario de Investigación para la Paz (ed.) La paz es una cultura, 2001.
- “Mary Louise Foster y el Lapidario de Alfonso X el Sabio” en Mari Álvarez Lire et al. (coord..) Estudios de Historia das Ciencias e das Técnicas. Actas del VII de Historia de las Ciencias y de las Técnicas, Tomo I, 2001.
- “Interacciones entre ciencia y guerra: el 98 y el International Institute for Girls en España”. En: Elena Ausejo y Mª Carmen Beltrán (eds.) La enseñanza de las ciencias: una perspectiva histórica, 2000.
- “Privilegio epistémico, verdad y relaciones de poder. Un debate sobre la epistemología del feminist standpoint”. En: M.J. Barral; C. Magallón; C. Miqueo y D. Sánchez (eds.) (1999) Interacciones ciencia y género: discursos y prácticas científicas de mujeres, 1999.
- "Sostener la vida, producir la muerte: estereotipos de género y violencia". En: Vicenç Fisas (ed.) El sexo de la violencia, 1998.
- “Contribuciones feministas a una política de paz”. En: Ana M. Portal (ed.) Mujeres, ecología y paz. Derecho, participación política y empleo, 1998.
- "Los derechos humanos desde el género". En: Seminario de Investigación para la Paz (ed.) Los derechos humanos, camino hacia la paz.Zaragoza, 1997.
- "¿Extrañas en el paraíso? Mujeres en las ciencias físico-químicas en la España de principios del siglo XX". En: Teresa Ortíz y Gloria Becerra (ed.) Mujeres de Ciencias. Mujer, feminismo y ciencias naturales, experimentales y tecnológicas, 1996.
- "Apuntes hacia una crítica feminista de la ciencia". En: La caligrafía invisible. Seminarios en la Librería de Mujeres, 1995.
- "El relegamiento de la cultura femenina en la escuela. Un reto para la construcción de una cultura de paz".En: Comité do I Congreso Europeo de Educación para la Paz. Teachers for Peace (ed.) Por unha Europa de paz, multiétnica e intercultural, 1995.
- “Hombres y mujeres: el sistema sexo-género y sus implicaciones para la paz” en Seminario de Investigación para la Paz Centro Pignatelli (ed.)El Magreb y una nueva cultura de paz, 1993.